# Củng, Nghi Tân
Củng (chữ Hán giản thể: 珙县, Hán Việt: Củng huyện) là một huyện của địa cấp thị Nghi Tân, tỉnh Tứ Xuyên, Cộng hòa Nhân dân Trung Hoa. Huyện này có diện tích 1.145,3 km2, dân số năm 2002 là 410.000 người.

## Hành chính
Huyện này được chia ra thành các đơn vị hành chính gồm 10 trấn và 3 hương dân tộc:
- Trấn: Củng Tuyền, Tuần Trường, Hiếu Nhân, Để Động, Thượng La, Lạc Biểu, Lạc Hợi, Vương Gia, Mộc Than, Tào Doanh.
- Hương dân tộc: Hương dân tộc Miêu La Độ, hương dân tộc Miêu Ngọc Hòa, hương dân tộc Miêu Quan Đầu.